# Piratini
Piratini est une ville du Brésil situé dans le Sud-Est de l'État du Rio Grande do Sul, microrégion des Serras du Sud-Est. Elle se trouve à 341 km au sud-ouest de Porto Alegre, la capitale de l'État

## Histoire
Piratini ou piratinin, dénomination première qui, dans la langue tupi-guarani signifiait « poisson bruyant », a vu son installation débuter en 1789 avec l'arrivée de quatre familles originaires de l'archipel des Açores.
Les premiers habitants s'installèrent à leur arrivée au lieu-dit Capão Grande do Piratini et fondèrent une chapelle en l'honneur de Notre Dame de la Conception qui, depuis lors, est la patronne de la cité.
Sur la scène politique du pays, Piratini devint célèbre durant la Révolution Farroupilha. En 1835, la ville fut le siège de la capitale de la nouvelle République Farroupilha. Pour avoir été la Capitale de la République Rio Grandense, Piratini est identifiée comme l'autre âme du Rio Grande do Sul. Pour tout l'État son nom est toujours présent, jusqu'à celui du siège du gouvernement local, le Palais Piratini.
En plus des premiers habitants d'origine portugaise, d'autres ethnies font aujourd'hui partie de la population, comme les Allemands et les Italiens.

## Économie
- Revenu per capita (2000) : R$ 191,02 (Change 2000 : R$1,00 = 4,00 FF)
 (Atlas du Développement Humain/PNUD - 2000)
- PIB per capita (2002) : R$ 3.533,78 (Change 2002 : 1,00€ = R$ 3,30)

## Maires
| Période | Période | Identité                           | Étiquette | Qualité             |
| ------- | ------- | ---------------------------------- | --------- | ------------------- |
| 2000    | 2004    | Francisco de Assis Cardoso Luçardo | PSDB      | élu avec 6.313 voix |
| 2004    | 2008    | Francisco de Assis Cardoso Luçardo | PSDB      | élu avec 6.941 voix |
| 2008    | 2012    | Vilso Agnelo da Silva Gomes        | PSDB      | élu avec 6.791 voix |

## Démographie
- Coefficient de mortalité infantile (1998) : 19,23 pour 1000 
(Datasus, Ministério da Saúde)
- Croissance démographique (2005) : 1,14 % par an
- Indice de Développement Humain (IDH) : 0,756
(Atlas du Développement Humain PNUD - 2000)
- 47,95 % de femmes
- 52,05 % d'hommes
- 50,75 % de la population est urbaine
- 49,25 % de la population est rurale

## Personnalités
- Carlos Rômulo Gonçalves e Silva (1969-), prélat catholique brésilien, évêque coadjuteur de Montenegro depuis 2017, est né à Piratini.

## Villes voisines
- Santana da Boa Vista
- Encruzilhada do Sul
- Canguçu
- Cerrito
- Pedro Osório
- Herval
- Pinheiro Machado